# Mitchell (kráter)

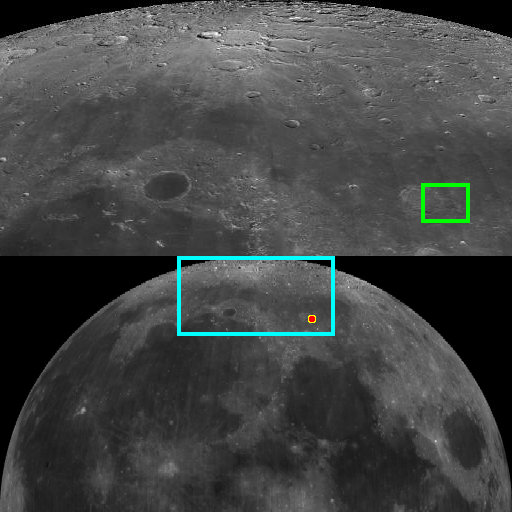
Poloha kráteru Mitchell

Mitchell je kráter nacházející se na jižním okraji východní části Mare Frigoris (Moře chladu) na přivrácené straně Měsíce. Má průměr 30 km a těsně sousedí (z východu) s výrazným kráterem Aristoteles, který je dominantou této oblasti. Dno Mitchellu je nerovné a částečně pokryté vyvrženým materiálem při zformování mladšího Aristotela. Je zde i malý centrální pahorek.
Východně leží kráter Baily.

## Název
Mezinárodní astronomická unie v roce 1935 schválila jeho pojmenování na počest Marie Mitchellové, americké astronomky.

## Satelitní krátery
V okolí kráteru se nachází několik dalších kráterů. Ty byly označeny podle zavedených zvyklostí jménem hlavního kráteru a velkým písmenem abecedy.
| Mitchell | Sel. šířka | Sel. délka | Průměr |
| -------- | ---------- | ---------- | ------ |
| B        | 48,3° S    | 19,3° V    | 6 km   |
| E        | 47,6° S    | 21,7° V    | 8 km   |